# 핑린구

핑린 구의 위치

핑린구(한국어: 평림구, 중국어: 坪林區, 병음: Pínglín Qū)는 중화민국 신베이시의 구이다. 넓이는 170.835km2이고, 인구는 2015년 8월 기준으로 6,481명이다.
포종차(包種茶)의 산지로서 알려져 있고 핑린 다업박물관이 있다.

## 지리
핑린 구는 북동쪽으로 솽시 구, 남서쪽으로 스딩 구, 우라이 구, 남동쪽으로 이란 현 터우청 진, 자오시 향과 접한다.

## 교통
- 국도 5호선

## 같이 보기
- 신베이시